# Citi Zēni
Citi Zēni (prononciation lettone : [ˈtsiti ˈzæːni]) est un groupe pop letton, actuellement composé de six membres. Ils représentent la Lettonie au Concours Eurovision de la chanson 2022 avec leur titre Eat Your Salad.

## Histoire
Citi Zēni s'est formé en mars 2020 près de Riga.
En 2021, le groupe sort son premier album intitulé Dogs take to the street.
En 2022, le groupe annonce sa candidature pour Supernova 2022, avec la sortie de son nouveau single Eat Your Salad. Le groupe se qualifie pour la finale et l'a remporte le 12 février 2022. En conséquence, il représente la Lettonie au Concours Eurovision de la chanson 2022 le 10 mai lors de la première demi-finale à l'issue de laquelle il se classe 14e avec 55 points, ne parvenant pas à se qualifier pour la finale.